# Rotary Unit Company

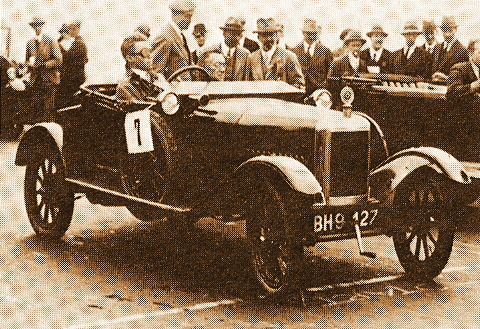
Unit 10 hp (1923)

Die Rotary Unit Company Ltd. war ein britischer Automobilhersteller, der zwischen 1920 und 1923 in Wooburn, Buckinghamshire tätig war. Der Markenname lautete Unit.
1920 kam der 8.9 hp auf den Markt. Dies war ein Kleinwagen mit luftgekühltem Zweizylinder-Reihenmotor, der im Heck eingebaut war und einen Hubraum von 1,0 l besaß. Der leichte Wagen hatte einen Radstand von 2591 mm und eine Spurweite von 1067 mm.
1923 ersetzte ihn der größere 10 hp, der einen wassergekühlten Vierzylinder-Reihenmotor in der Fahrzeugfront mit 1,25 l Hubraum besaß. Der Motor wurde von Coventry-Climax zugeliefert. Es waren zwei Radstände verfügbar, 2591 mm und 2743 mm. Die Spurweite betrug 1118 mm.
Im selben Jahr wurde das Unternehmen ein Opfer der Weltwirtschaftskrise.

## Modelle
| Modell | Bauzeitraum | Zylinder | Hubraum  | Radstand     |
| ------ | ----------- | -------- | -------- | ------------ |
| 8,9 hp | 1920–1922   | 2 Reihe  | 998 cm³  | 2591 mm      |
| 10 hp  | 1923        | 4 Reihe  | 1247 cm³ | 2591–2743 mm |